# Hlavňovice
Hlavňovice är en ort i Tjeckien.   Den ligger i regionen Plzeň, i den västra delen av landet, 120 km sydväst om huvudstaden Prag. Hlavňovice ligger 691 meter över havet och antalet invånare är 504.
Terrängen runt Hlavňovice är huvudsakligen kuperad, men norrut är den platt. Runt Hlavňovice är det glesbefolkat, med 11 invånare per kvadratkilometer. Närmaste större samhälle är Sušice, 9,1 km öster om Hlavňovice. I omgivningarna runt Hlavňovice växer i huvudsak blandskog.